# الفجر الكاذب
الفجر الكاذب مجموعة قصصية لنجيب محفوظ وهي آخر مجموعة قصصية قام بكتابها صدرت في عام 1988 وقد صدرت لها طبعة جديدة عن دار الشروق في عام 2006 والمجموعة تتضمن ثلاثين قصة قصيرة.

## تضمنت المجموعة القصص التالية
- الفجر الكاذب
- نصف يوم
- يرغب في النوم
- الهمس
- في غمضة عين
- مرض السعادة
- من تحت لفوق
- رجل
- خطة بعيدة المدى
- النشوة في نوفمبر
- يوم الوداع
- أحلام متضاربة
- تحت الشجرة
- ذكرى امرأة
- مولانا
- حوار
- خيال العاشق
- غدا تغرب الشمس
- على ضوء النجوم
- الجرس يرن
- وصية سواق تاكسي
- الميدان والمقهى
- المرة القادمة
- القضية
- ذقن الباشا
- عندما يقول البلبل : لا
- العجوز والأرض
- فوق السحاب
- الغابة المسكونة
- في المدينة

## وصلات خارجية
- آراء القراء حول رواية الفجر الكاذب على موقع أبجد